# 帕洛特峰

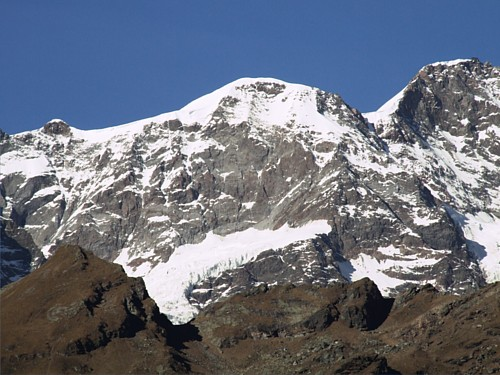

45°55′11″N 7°52′17″E / 45.91972°N 7.87139°E
帕洛特峰（義大利語：Punta Parrot），是歐洲的山峰，位於瑞士和意大利接壤的邊境，屬於本寧阿爾卑斯山脈的一部分，海拔高度4,432米，人類在1863年8月16日首次登上該山峰。